# VSH
Pour les articles homonymes, voir VSH (homonymie).
 (décembre 2022).
Si vous disposez d'ouvrages ou d'articles de référence ou si vous connaissez des sites web de qualité traitant du thème abordé ici, merci de compléter l'article en donnant les références utiles à sa vérifiabilité et en les liant à la section « Notes et références ».
 (décembre 2022).
La fonction de hachage cryptographique VSH, pour Very Smooth Hash, est un algorithme novateur[réf. souhaitée] dans le domaine du hachage. Il a été conçu en 2005 par Arjen Lenstra, Scott Contini et Ron Steinfeld. 
Il n'est pas basé sur les méthodes classiques reprises des chiffrements de bloc (au travers des constructions de Davies-Meyer ou Miyaguchi-Preneel) mais utilise les problèmes du logarithme discret et de la factorisation. 
Il s'approche donc plus des concepts de la cryptographie asymétrique que ceux de la cryptographie symétrique. VSH fait toutefois appel au schéma classique et éprouvé de Merkle-Damgard pour traiter des messages de taille quelconque.